# 抗炎症薬
抗炎症薬（こうえんしょうやく、Anti-inflammatory）とは炎症を抑える医薬品の総称である。炎症そのものは異物の侵入や組織の障害といった生体組織にとって好ましくない刺激が発生した時に免疫系が引き起こす局所的な防御反応であるが、生体にとっての非自己の排除を助ける一方で自己である生体そのものにも一定の損傷や苦痛を引き起こす性質も持つ。医療に際して、生体の引き起こした炎症が過剰に人体を傷つけているアレルギー疾患や、外部から炎症を引き起こす生理活性物質が注入されることによって起こるスズメバチ刺傷、ドクガ刺傷などの治療に際してはこの炎症のデメリットを抑制する必要があり、そうした目的で用いられる医薬品が抗炎症薬である。主にステロイド系抗炎症薬と非ステロイド系抗炎症薬の2種類に分類される。

## ステロイド系抗炎症薬
ステロイド系の抗炎症薬は副腎皮質ホルモンの糖質コルチコイド、合成糖質コルチコイドのことである。
ステロイドは非常に優れた抗炎症作用を持つ一方、免疫抑制作用や副腎萎縮、胃腸障害、白内障、緑内障、ムーンフェイスなど多くの副作用も持つ。
長期間にわたってステロイドを大量投与することにより副腎萎縮が生じることがあり、急にステロイドを中止することによって副腎不全を起こすことがある。

## 非ステロイド系抗炎症薬
非ステロイド系抗炎症薬（NSAIDs:Non Steroidal Antilnflammatory Drugs）には抗炎症作用のほか、鎮痛作用、解熱作用を併せ持つものが多い。
非ステロイド系抗炎症薬はさらに酸性抗炎症薬と塩基性抗炎症薬に分けることができる。
酸性抗炎症薬は一般に広く使用されておりアスピリン、イブプロフェン、インドメタシンなどがこれに分類される。
酸性抗炎症薬はアラキドン酸からプロスタグランジンを合成する酵素であるシクロオキシゲナーゼ（COX）を阻害することによってケミカルメディエーターの一種であるロイコトリエンやプロスタグランジンの合成を阻害し、炎症が起きるのを抑える。
胃腸障害、肝障害、腎障害、造血障害、SJ症候群、アスピリン喘息が共通の副作用として知られている。